# Volvió el amor
Volvió el amor es una película estadounidense dirigida por los directores Joshua Logan, Arthur Ripley y George Cukor.

## Argumento
Julie (Joan Bennett) conoce a Ives Tower (Henry Fonda) en la universidad y se enamoran. La pareja planea su boda para cuando finalicen los estudios, no obstante, los padres de ella se oponen y ella acaba casándose con un escritor alcohólico. Ella se traslada a París e inicia una nueva vida con él. Ambos tienen una hija, pero el escritor muere y ella decide volver a su ciudad natal y reconquistar el amor que dejó escapar.

## Comentarios
Basada en la novela Summer Lightning de Allene Corliss. George Cukor no aparece en los créditos.